# Propyria fulgens
Propyria fulgens är en fjärilsart som beskrevs av H. Edwards 1898. Propyria fulgens ingår i släktet Propyria och familjen björnspinnare. Inga underarter finns listade i Catalogue of Life.